# Nom teòfor
Un nom teòfor és un nom propi que fa referència a la divinitat. Aquests noms propis els trobem en totes les cultures. Alguns cognoms catalans d'origen medieval són d'aquesta mena:
- De Déu (generalment escrit "Dedeu"): aplicat a un infant considerat un do de Déu.
- Deó: del cognom francès "Déon", adaptació del llatí "Deum".
- Déu-lo-feu (generalment escrit "Deulofeu"): s'aplicava a persones sense pares coneguts.
- Deusdat: grafia aglutinada de "Deus dat", és a dir, "donat per Déu"; equival a Déu-lo'm-dé i es correspon a l'espanyol "Diosdado" i al francès "Dieudoné".
- Déu-lo'm-dé (generalment escrit "Deulonder"): significa "Déu me'l va donar" i es devia aplicar a un infant molt desitjat.
- Déus-lo'm-dé (generalment escrit "Deuslomdé"): variant de l'anterior.
- Dellonder (a vegades escrit "Dellunder"): variant dels anteriors.
- Déu-lo-sal (generalment escrit "Deulosal"): nom d'auguri que significa "Déu el salvi".
- Déu-lo-vol (generalment escrit "Deulovol"): és un nom d'auguri de vida santa o com a recordança del crit dels participants a la primera croada; significa "Déu el vol", i té un equivalent francès: "Dieuleveult".
- Déu-nos-ajut (generalment escrit "Deunosajut"): nom d'auguri que significa "Déu ens ajudi".
- Deusovol: grafia aglutinada de "Deus ho vol"; equival a "Déu-lo-vol".
- Dodat: equival a "Deusdat".
- Dona-Déu: (generalment escrit "Donadeu"): significa "do de Déu" i es devia aplicar a un infant molt desitjat.
- Donadiu: variant de "Dona-Déu".

Casos dubtosos:
- Deu: potser prové de "deu", font, i no pas de Déu, malgrat que el fet que es diguin amb e tancada fa pensar el contrari.
- Masdeu: forma aglutinada de "Mas" i "Deu".

Els noms teòfors també eren molt abundants en l'antroponímia hebrea pel fet que aquest poble, a més de ser profundament religiós, era dels pocs de l'antiguitat estrictament monoteista. Aquests noms han arribat als nostres dies usats com a prenoms cristians i ocasionalment com a cognoms.
Alguns dels possibles noms teòfors hebreus són al·lusius a divinitats paganes, com Ester (a la deessa babilònica Istar), Maria (que pot venir de l'egipci i voler dir "estimada d'Ammó" i Melquisedec, "el déu Melek és just". Però la majoria fan referència al Déu únic.
N'hi ha que expressen agraïment, com aquests: Amós, que prové d'Amasya, significa "Jahvè ha sostingut"; Anna, nom derivat d'Annanies i que vol dir "Déu ens beneficia", Llàtzer i Eliseu (amb les variants Elisa i Elisabet, que en català esdevé Isabel) signifiquen "Déu ens ha ajudat"; Isaí i la variant Jessè, Jessica (la forma femenina), vol dir "home de Jahvè", és a dir "home de Déu"; Isaïes "Déu tiba"; Jesús, el nom de Crist, era la forma aramea de Josuè (l'arameu -llengua encara parlada avui dia- era l'hebreu de la seva època, modern amb relació a l'hebreu dels primers llibres de l'Antic Testament) i vol dir "Déu és salut" (la variant Joshua, la més propera a l'hebreu (J(eh)oshua) és molt corrent en els països anglosaxons); Joaquim, "Jahvè construirà"; Jonatan, "Déu dona"; Josafat, "Déu jutja"; Josies, "Déu guareix"; Jaire, "(Déu) vulgui lluir"; Jafet, "Déu li dóni espai"; Osees, "Déu socore"; Joan (i la variant russa Ivan) vol dir "Déu és propici" o bé "Déu s'ha compadit"; Malaquies, "el rei Déu"; Mateu, Maties i Macià, que n'és una variant catalana, també present com a cognom (a vegades escrit erròniament "Masià")- vol dir "Déu dona" (tot i que també podria voler dir "home de Déu" o "fidel a Déu"); Miquees, que prové de Mikaya, significa "qui com Jahvè"; Nahum, que prové de Nehemya, "Jahvè consola"; Simeó, "Déu m'ha escoltat", que és el que va exclamar sa mare Lia en parir-lo (tot i que segons altres vol dir "complidor"); Sofonies, "Jahvè ha guardat"; Zebedeu, "regal de Déu", Zacaries, i la variant Zaqueu, "Déu se'n recorda".
Altres dels noms teòfors feien referència a la divinitat mateixa, com Jeremies, que vol dir "Déu", o a algun dels atributs de la divinitat, com passa amb Tobies, que significa "Déu és bo"; o Elies, que equival a una curiosa tautologia "Déu és Déu"; d'altres consisteixen en una pregària, com Josep, que significa "renovi'm (Déu) la família" (mots que va dir sa mare Raquel en parir-lo).
Hi ha noms teòfors que inclouen de forma explícita el nom de Déu. Són els que acaben en El (el terme semític que significa "Déu", d'on ve també la denominació àrab Al·là). En aquest cas es troben el nom dels tres arcàngels: Miquel, vol dir "Déu és just", Rafael, "Déu ha guarit" i Gabriel, "home de Déu" o "força de Déu". Altres noms amb la mateixa terminació són Emmanuel (d'on deriven Manuel i els hipocorístics Manel i "Manolo"), el nom de Jesús segons l'àngel anunciador, i que significa "Déu és amb nosaltres"; Ezequiel, "Déu enforteix"; Ismael "Déu tiba" o "Déu escolta"; Israel ("força de Déu"); Daniel, "Dan de Déu" (Dan, el nom del cinquè fill de Jacob, significa "Déu m'ha fet justícia, amb aquest fill"); Samuel, "Déu escolta" (tot i que no se sap del cert), i finalment Joel, "Jahvè és Déu".
A banda dels prenoms teòfors d'origen hebreu, també n'hi ha algun d'escadusser d'origen llatí, tant cristià -d'origen tardà, possiblement medieval- com pagà. Un exemple del primer cas és "Amadeu", que significa "que ama Déu".
En el segon cas tenim diversos noms que malgrat l'origen pagà ens arriben a través del santoral; tots s'originen en el fet de posar l'infant al qual s'imposaven sota la protecció d'algun dels déus o deesses:
- Veneri: sota la protecció de Venus.
- Martí, Marçal (i les variants Marçà, Marcià, Marciau), Marc (i les variants Marcel, Marcel·lí, Marcel·lià, Marcolí, Marcús), Marció (i Marcionil·la) i Marçol: sota la protecció de Mart.
- Jovita (que és tant nom d'home com de dona): sota la protecció de Júpiter.
- Sadurní: sota la protecció de Saturn.

Val a dir que alguns d'aquests prenoms han esdevingut cognoms: Martí, Marçal (a vegades escrit Marsal), Marc (generalment escrit March) i Sadurní.
També entrarien en aquest grup els prenoms que són els dels mateixos noms dels déus pagans:
- romans: Diana, Júpiter, Venus
- grecs: Zeus
- fenicis: Tanit